# Liolaemus archeforus
Espèce
Statut de conservation UICN

 LC  : Préoccupation mineure
Liolaemus archeforus est une espèce de sauriens de la famille des Liolaemidae.

## Répartition
Cette espèce se rencontre :
- en Argentine dans la province de Santa Cruz ;
- au Chili dans les régions d'Aisén del General Carlos Ibáñez del Campo et de Magallanes et de l'Antarctique chilien.

## Description
C'est un saurien vivipare.

## Publication originale
- Donoso-Barros & Cei, 1971 : New lizards from the volcanic Patagonian plateau of Argentina. Journal of Herpetology, vol. 5, no 3/4, p. 89-95.